# Trần Xuân Ninh
Trần Xuân Ninh (sinh năm 1952) là một sĩ quan cấp cao trong Quân đội nhân dân Việt Nam, hàm Trung tướng, Phó Giáo sư, Tiến sĩ, nguyên Giám đốc Học viện Lục quân Đà Lạt.

## Thân thế và sự nghiệp
Năm 2011, bổ nhiệm giữ chức Giám đốc Học viện Lục quân Đà Lạt.
Năm 2014, ông nghỉ hưu.
Thiếu tướng (2010), Trung tướng (2014)